# فعل إرهاب (رواية)
فعل إرهاب (بالإنجليزية: An Act of Terror)‏ هي رواية للكاتب الجنوب أفريقي أندريه برينك، نشرت عام 1991، عن دار نشر ساميت بوكس. 